# Żyła krzyżowa pośrodkowa

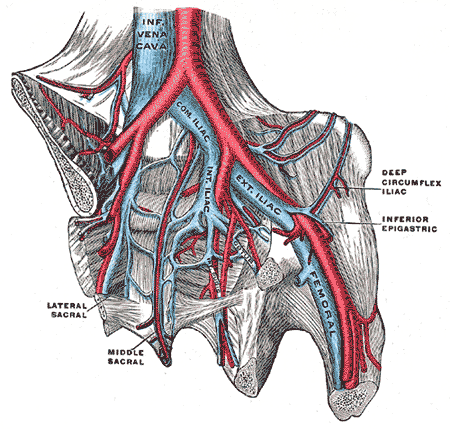
Żyła krzyżowa pośrodkowa podpisana middle sacral.

Żyła krzyżowa pośrodkowa (łac. vena sacralis mediana) – w anatomii człowieka pień żylny zbierający krew z powierzchni miednicznej kości krzyżowej oraz z niewielkiej części tylnej ściany odbytnicy, rozpoczynający się w kłębku guzicznym i uchodzący do lewej żyły biodrowej wspólnej.

## Przebieg
Żyła krzyżowa pośrodkowa na początku jest podwójna, a w odcinku końcowym pojedyncza. Rozpoczyna się w kłębku guzicznym, biegnie na powierzchni miednicznej kości krzyżowej wzdłuż tętnicy krzyżowej pośrodkowej i uchodzi do żyły biodrowej wspólnej. Wraz z gałęziami żył krzyżowych bocznych wytwarza splot żylny krzyżowy. 

## Dopływy
- gałęzie kostne z powierzchni miednicznej kości krzyżowej[2]

## Odmiany
- może uchodzić do żyła głównej dolnej w miejscu jej powstania[3]
- może być pojedyncza na całym przebiegu[2]

## Zespolenia
- splot żylny odbytniczy
- splot żylny pęcherzowy

## Zastawki
Żyła krzyżowa pośrodkowa nie posiada zastawek.